# الطاقة المتجددة في جنوب داكوتا الأمريكية

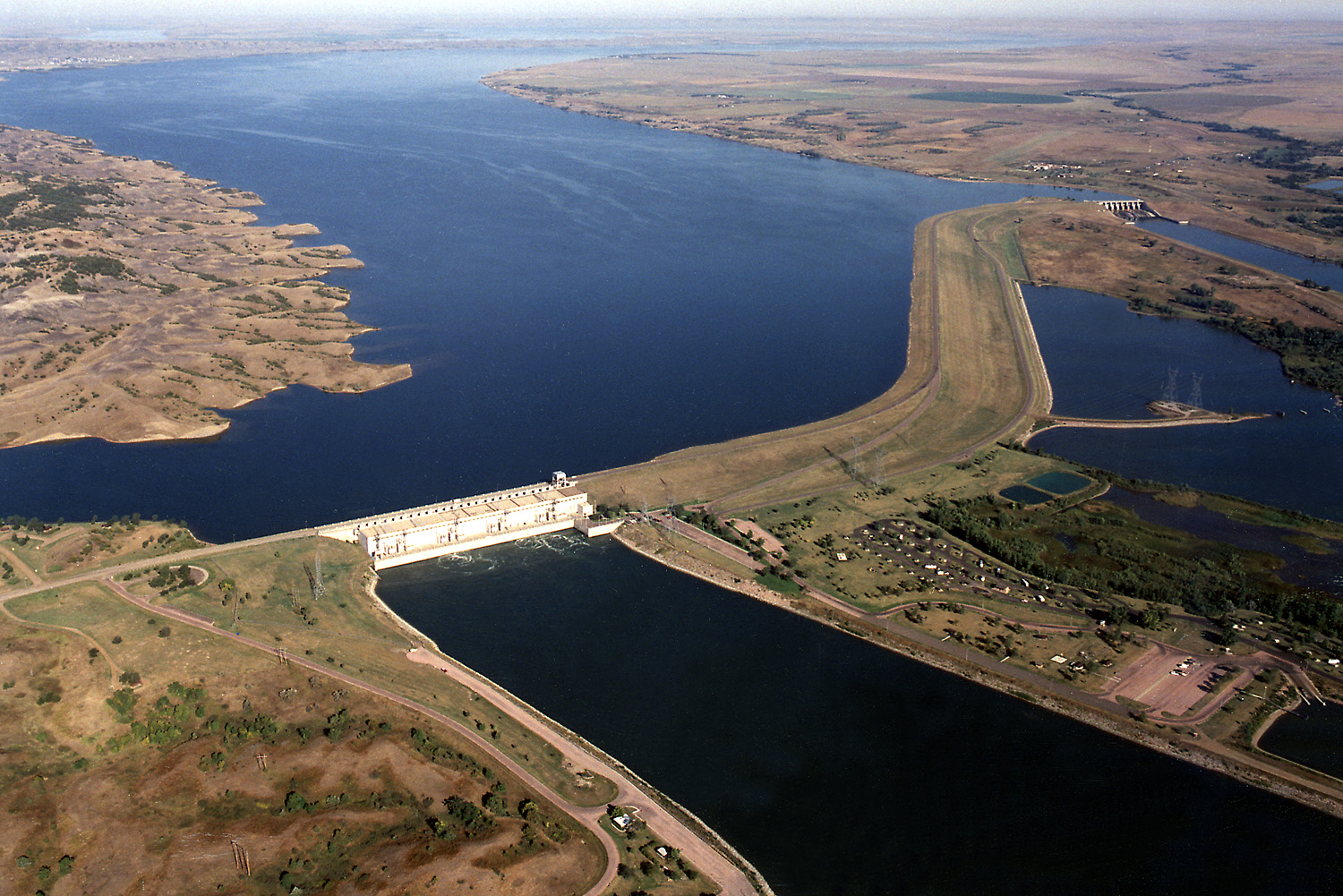
سد بيند الكبير ، نهر ميسوري ، داكوتا الجنوبية ، الولايات المتحدة الأمريكية

مصادر توليد الكهرباء في داكوتا الجنوبية

تنطوي الطاقة المتجددة في داكوتا الجنوبية على إنتاج الوقود الحيوي وتوليد الكهرباء من مصادر الطاقة المتجددة مثل الرياح والطاقة الكهرومائية. تحتل داكوتا الجنوبية أعلى نسبة توليد الكهرباء من الموارد المتجددة من بين الولايات، وعادة ما تكون أكثر من 70 بالمئة. أصبحت داكوتا الجنوبية أول ولاية أمريكية تحصل على نسبة 20 بالمئة  على الأقل من توليدها للكهرباء من طاقة الرياح في عام 2011.تنطوي الطاقة المتجددة في داكوتا الجنوبية على إنتاج الوقود الحيوي وتوليد الكهرباء من مصادر الطاقة المتجددة مثل الرياح والطاقة الكهرومائية. تحتل داكوتا الجنوبية أعلى نسبة توليد الكهرباء من الموارد المتجددة من بين الولايات، وعادة ما تكون أكثر من 70 بالمئة. أصبحت داكوتا الجنوبية أول ولاية أمريكية تحصل على نسبة 20 بالمئة  على الأقل من توليدها للكهرباء من طاقة الرياح في عام 2011.

## إنتاج الوقود الحيوي

### وقود الايثانول
تقع داكوتا الجنوبية جزئيًا داخل حزام الذرة ، وهي منتج رائد لوقود الإيثانول من الذرة. كان لدى داكوتا الجنوبية 15 مصنع إيثانول بطاقة إنتاج اجمالي تزيد عن مليار جالون أمريكي (3.8 مليون متر مكعب) سنويًا اعتبارًا من ديسمبر 2011.  تعتبر سيوكس فولز  واحدة من أكبر منتجي الإيثانول في العالم بحيث استخدمت مصانع الإيثانول في داكوتا الجنوبية 291 مليون بوشل أمريكي (10.3 مليون متر مكعب) من الذرة في عام 2009.

### وقود الديزل الحيوي
تزرع ولاية داكوتا الجنوبية فول الصويا ومحاصيل البذور الزيتية الأخرى ولديها مصنع وقود حيوي واحد. لم يبدأ منتجو وقود الديزل الحيوي في الغرب الأوسط الذين يقعون في الإسكندرية بالعمل في عام 2011 لأن الاقتصاديات ليست مربحة حاليًا.
يتم الآن استخراج نوع من زيت الذرة مناسب للاستخدام كمادة خام في مصانع الديزل الحيوي من المنتجات الثانوية لإنتاج وقود الإيثانول في العديد من مصانع POET.

## توليد الطاقة الكهربائية

حوالي 30 في المائة من الكهرباء المولدة في داكوتا الجنوبية مصدرها الرياح وكانت أول ولاية حققت نسبة 20 بالمئة من الإنتاج لعام بأكمله.

### الطاقة هيدروالكترونية
تولد أربعة سدود على نهر ميسوري الجزء الأكبر من الطاقة المائية في داكوتا الجنوبية. تعتبر الطاقة الكهرومائية هي المصدر الرئيسي لتوليد الكهرباء في داكوتا الجنوبية. هذه السدود هي سد جافينز بوينت بالقرب من يانكتون، وسد فورت راندال بالقرب من بيكستاون، وسد بيغ بيند بالقرب من فورت طومسون، وسد أواه بالقرب من بيير حيث لديها قدرات توليد تبلغ 44 ميغاواط و 320 ميغاواط و 293 ميغاواط و 786 ميغاواط.

### طافة الرياح
تشكل الكهرباء المولدة من طاقة الرياح حوالي ربع إجمالي التوليد في داكوتا الجنوبية حيث يوجد في داكوتا الجنوبية 583 توربينًا بطاقة إجمالية 977 ميجاوات (MW) من قدرة توليد الرياح وعلى الرغم من أن هذه ليست سعة كبيرة مقارنة بالولايات الأخرى ونظرًا لأن القليل من الطاقة الكهربائية يتم إنشاؤها في الولاية وكذلك عامل السعة العالية، فإن هذا المبلغ لا يزال يسمح لجنوب داكوتا بأن تكون دولة رائدة من حيث النسبة المئوية لتوليد الكهرباء.
تشير تقديرات وزارة الطاقة الأمريكية إلى أنه يمكن تركيب أكثر من 8 مئة ألف ميجاوات من طاقة الرياح في جنوب داكوتا وكذلك التوسع في طاقة الرياح في الولاية محدود حاليًا بسبب نقص قدرة النقل ومن المتوقع أن يكتمل  خط بالقرب من بروكينغز إلى جنوب شرق ولاية مينيسوتا في عام 2015 والذي من شأنه أن يساعد في تخفيف المشكلة.
بلغت سعة  توربينات الرياح في داكوتا الجنوبية 42.9 في المائة  في عام 2012 ، وهي أعلى نسبة تم الإبلاغ عنها في البلاد.
بلغت قدرة توليد مشروع تيتان للرياح 25 ميجاوات ولكن لديه زيادة مقترحة تصل إلى 5050 ميجاوات بينما تقع مزرعة  رياح تاتانكا على حدود داكوتا الشمالية مع قدرة توليد تبلغ 88.5 ميجاوات في داكوتا الجنوبية.

### الطاقة الشمسية الضوئية
كان لدى داكوتا الجنوبية أقل من 250 كيلووات من الطاقة الضوئية المتصلة بالشبكة مع نهاية عام 2015 حيث احتلت الولاية المرتبة 14 في البلاد في إمكانية توليد الطاقة الشمسية.

### معيار حفظ الطاقة المتجددة
سنت تشريعات داكوتا الجنوبية هدفًا تطوعيًا لتوليد الكهرباء بنسبة 10 بالمئة من مصادر الطاقة المتجددة بحلول عام 2015.